# Hiromu Kōri
Hiromu Kōri (japanisch 郡 大夢 Kōri Hiromu; * 11. September 1997 in der Präfektur Tokio) ist ein ehemaliger japanischer Fußballspieler.

## Karriere
Kōri erlernte das Fußballspielen in der Jugendmannschaft von Tokyo Verdy. Seinen ersten Vertrag unterschrieb er 2016 bei Tokyo Verdy. Der Verein spielte in der zweithöchsten Liga des Landes, der J2 League. Im Juli 2016 wurde er an den Drittligisten Grulla Morioka ausgeliehen. 2017 wurde er an den Erstligisten Gamba Osaka ausgeliehen. 2018 kehrte er zu Tokyo Verdy zurück. Im Februar 2018 beendete er seine Karriere als Fußballspieler.